# Frane Selak
Frane Selak var en kroatisk mand, der er kendt som "Verdens uheldigste mand" og "Verdens heldigste mand", eftersom han formodentlig har undsluppet døden 7 gange og efterfølgende vundet lotteriet.

## Nærdødsoplevelser
Frane Selaks nærdødsoplevelser startede i januar måned 1962, da han kørte i tog gennem koldt regnvejr. I løbet af togturen, afsporedes toget og styrtede i en flod. Med hedeslag og en brækket arm, svømmede Frane Selak i land mens 17 andre passagerer druknede. Året efter, under sin første og sidste flyvning, blev han blæst ud af en dårlig flydør og landede i en høstak. Flyet styrtede og dræbte 19 personer. Tre år senere i 1966, kørte Selak i en bus som kørte af vejen og ned i en flod. Ulykken dræbte 4 personer, mens Selak overlevede med få, blå mærker.
I 1970 brød hans bil i flammer mens han kørte bil, og han nåede at flygte inden brændstoftanken sprang i luften. Tre år senere i en anden bil, blev hans bil overhældt med varm olie fra en brændstofpumpe, hvilket fik flammer til at skyde gennem luftventilatorerne i bilen. Selaks hår blev brændt af, men Selak var ellers uskadt. I 1995 blev Selak kørt ned af en bus i Zagreb, men overlevede med mindre skader. I 1996 undveg han en kollision med en lastbil på en bjergvej ved at svinge ind i et autoværn. Selak havde ikke sikkerhedssele på, og blev slynget ud fra hans bil da døren fløj op. Det lykkedes for Selak at holde fast i et træ, og se hans bil styrtdykke 90 meter ned i en kløft.

## Lotterivinder
I 2003, to dage efter sin 73 års fødselsdag, vandt Selak €800.000 (5.977.708,07 danske kroner) i et lotteri og giftede sig for femte gang. I 2010 gav han de fleste af sine penge til slægtninge og nære venner.